# Río Fresnedoso
Río Fresnedoso är ett vattendrag i Spanien.   Det ligger i regionen Kastilien-La Mancha, i den centrala delen av landet, 150 km sydväst om huvudstaden Madrid.